# 白石站 (黄海南道)
白石站（韓語：백석역）是位于朝鮮民主主義人民共和國黃海南道信川郡白石里的一個鐵路車站。屬於殷栗線。

## 歷史
- 1921年11月16日，落成使用。

## 邻近车站
殷栗線
載寧站 - 白石站 - 信川温泉站